# Caldas Novas
Caldas Novas és una ciutat de l'estat brasiler de Goiás. El 2020 tenia 93.196 habitants.